# Ormosia gaspensis
Ormosia gaspensis är en tvåvingeart som beskrevs av Alexander 1929. Ormosia gaspensis ingår i släktet Ormosia och familjen småharkrankar. Inga underarter finns listade i Catalogue of Life.